# Quilapán
José Santos Quilapán, més conegut com a Quilapán (en mapudungun: Külapang), (mort a Loncoche el 1875) fou un longko maputxe que arribà a ser uns dels caps principals (ñidol longko) de les forces maputxes de resistència contra l'exèrcit de Xile, comandat per Cornelio Saavedra Rodríguez, durant l'ocupació de l'Araucania.
Fill de Juan Mangin Hueno, fou seguidor i després lloctinent del longko Calfucurá. Se'l considera l'últim gran longko maputxe a l'oest dels Andes, artífex de la unificació de les diverses zones del territori maputxe. A la batalla de Quechereguas aconseguí l'últim triomf militar del poble maputxe en batalla campal.

## Antecedents històrics
L'any 1861, el govern de Xile prengué la decisió, després de les guerres lliurades al Nord Gran i en el marc d'una davallada de la producció nacional de blat, d'ocupar militarment l'espai territorial reconegut fins a la primera meitat del segle xix com a territori autònom maputxe, per a recuperar part de l'economia del país. A la mateixa època aparegué a la regió l'aventurer francès Orélie-Antoine de Tounens, qui intentà crear el Regne de l'Araucania i la Patagònia i s'autoproclamà rei amb el nom d'Aureli Antoni I.
Abans d'aquestes circumstàncies, que implicaven la possibilitat d'un protectorat francès a l'Araucania, les autoritats decidiren aplicar el pla proposat pel general d'exèrcit Cornelio Saavedra Rodríguez. Aquest pla incloïa no només accions militars (les quals, com declarà el propi general Saavedra, acabarien transformant-se en actes de pillatge), sinó a més la penetració política i cultural dels territoris, mitjançant el traspàs d'elements materials (tecnologia, armes, legislació) que ajudessin a consolidar la presència de la cultura occidental sobre la maputxe. Es promogué la fundació de ciutats, la construcció d'obres públiques com ara camins, telègrafs, i la creacío d'escoles i hospitals. Les terres alienades foren traspassades a colons sense cap cost i amb incentius per a fomentar l'ocupació de la zona i desenvolupar la producció de blat en un territori que a Santiago es considerava despoblat.
En poc temps, Saavedra pogué ocupar la zona que va fins al riu Malleco, lloc on refundà la ciutat d'Angol, reconstruí el fort de Negrete el 1861, i fundà els forts de Mulchén i Lebu, el 1862. Pel territori costaner, aconseguí avançar fins al riu Toltén. Aquesta primera ocupació es dugué a terme, relativament, amb poca resistència producte del desplaçament forçat i les matances, però després es produí una revolta dels maputxes que habitaven les rodalies del riu Malleco, destacant la presència del ñidol longko José Santos Quilapán.

## Elecció com a ñidol longko

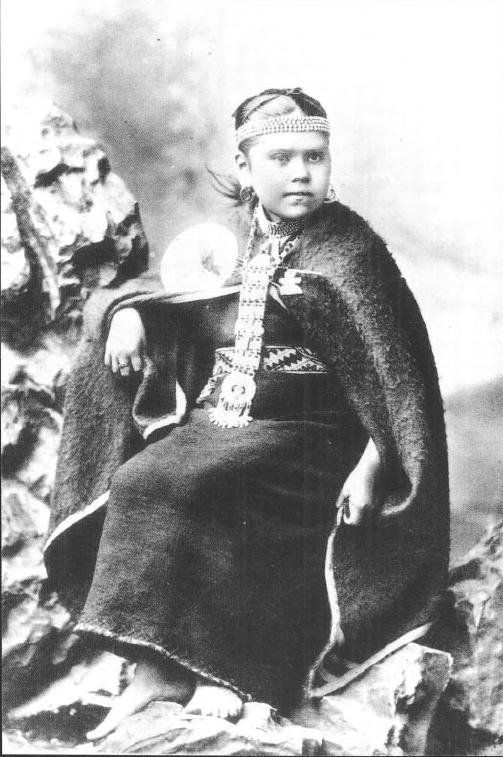
Filla del longko Quilapán (1868)

En morir Juan Mangin Hueno, pare de Quilapán, es realitzà una junta de longkos de l'oest andí, probablement el 1866, d'acord amb l'historiador José Bengoa. S'indica que Quilapán parlà durant tot el dia, recordant la defensa del seu pare del territori maputxe i en contra de les intencions del govern xilè.
| «                 | Mentre hi hagi coligües per a construir les nostres llances, no deixarem entrar huinques a la nostra terra.Nota 1 | » |
| — Longko Quilapán | |   |

Una vegada reconegut, establí aliances amb grups maputxes de les pampes, liderades per Calfucurá, per a enfrontar-se a les entrades o incursions que realitzà l'exèrcit xilè en territori maputxe. El 1868, a la batalla de Quechereguas, vencé al coronel Pedro Lagos (futur heroi de la Guerra del Pacífic), obtenint l'últim triomf militar del poble maputxe contra un exèrcit xilè. El 1870 l'exèrcit derrotat canvià les seves carrabines Minie per les de repetició Spence, la qual cosa els donà l'oportunitat de disparar de forma continua causant gran quantitat de baixes entre les files maputxes acostumades a aprofitar els moments de recàrrega de bales per a atacar.
Després de diverses derrotes maputxes, el longko Quilapán es refugià a Loncoche, on morí producte d'una intoxicació alcohòlica en algun moment entre 1874 i 1875. La seva mort deixà sense un comandament definit als maputxes de l'oest andí. En l'última revolta, entre 1881 i 1882, els últims guerrers maputxes foren liderats pel longko Esteban Romero, sent derrotats en el frustrat assalt de Temuco, per l'artilleria xilena i la posterior càrrega dels hússars d'Arauco. Les baixes de l'última revolta foren prop de 300 soldats i entre 3800 i 7000 maputxes (les dades no són exactes).